# Re:Start With Yourself/歌え!コ・モ・ド・テ・ポン!
「Re:Start With Yourself/歌え!コ・モ・ド・テ・ポン!」は、日本の女性ユニット・HUNNY BEEによるデビューシングル。2024年10月2日にビクターエンタテインメントよりリリースされた。

## 概要
初回限定盤A・Bと通常盤の3形態での発売。初回限定盤はCD+DVD、通常盤はCDのみ。いずれもソロトレカ12種がランダムで1枚入っている。
本作は、HUNNY BEEの新たなスタートを象徴するダブルA面シングルであり、前向きなメッセージとエネルギッシュなサウンドが特徴。収録曲「Re:Start With Yourself」は自己肯定感を高める応援ソング、「歌え!コ・モ・ド・テ・ポン!」はいっしょにおどろう! コモドなたいそうプロジェクトのテーマソングとして制作された。

## 収録曲

### 初回限定盤A
CD
1. Re:Start With Yourself [5:02]
作詞・作曲・編曲：山口朗彦
2. 歌え!コ・モ・ド・テ・ポン! [2:25]
作詞：只野菜摘 / 作曲・編曲：菊谷知樹

DVD
1. Re:Start With Yourself - Music Video -
2. Re:Start With Yourself - Making Movie -

### 初回限定盤B
CD
1. 歌え!コ・モ・ド・テ・ポン! [2:25]
2. Re:Start With Yourself [5:02]

DVD
1. 歌え!コ・モ・ド・テ・ポン! - Music Video -
2. 歌え!コ・モ・ド・テ・ポン! - Making Movie -

### 通常盤
1. Re:Start With Yourself [5:02]
2. 歌え!コ・モ・ド・テ・ポン! [2:25]

## 参加ミュージシャン
- ギター：佐々木幸太郎
- ベース：田中純一
- ドラム：山本真央樹
- キーボード：宮崎裕介

## プロモーション
リリース発表は2024年7月29日にYouTube Liveで行われ、メンバーによる楽曲解説や今後の意気込みが語られた。また、MVやメイキング映像も公開され、ファンとの交流イベントも実施された。